# Ježek Sonic (film)
Ježek Sonic (angleško Sonic the Hedgehog) je ameriško-japonski akcijski film iz leta 2020. Temelji na istoimenski seriji videoiger japonskega podjetja Sega. Po uspehu filma je leta 2022 izšel drugi del, leta 2024 pa še tretji.

## Zgodba
Sonic (Ben Schwartz) je nezemeljski jež modre barve z močjo visoke hitrosti. Ker se te moči želijo polastiti sovražna plemena, mora zapustiti svoj planet. Na Zemlji se neopazno ustali v majhnem mestu Green Hills v Montani. Tam spozna policista Toma Wachowskija (James Marsden), čeprav le-ta za Sonica ne ve. Po tem, ko Sonic nenamerno povzroči hud izpad elektrike na ameriški severozahodni obali, se prične lov nanj. Pentagon nalogo za odkritje vzroka izpada dodeli dr. Robotniku (Jim Carrey), geniju, znanemu po pomembnih tehnoloških dosežkih. Sonic se zateče v Wachowskijevo garažo in s posebnimi obroči poskuša zapustiti Zemljo. Ko Sonicu odhod že skoraj uspe v prostor vstopi Tom in Sonica v nogo ustreli z uspavalnim nabojem. Omamljeni Sonic napol zavestno izgovori besede na Tomovi majici (San Francisco). V obroču, ki je Sonicu padel na tla se odpre prehod v San Francisco. Skozenj pade vreča s Sonicovimi obroči in pristane na vrhu piramide Transamerica. Prehod se nato zapre. Kmalu za tem se pri Tomu oglasi Robotnik. Slednji v prostoru opazi modro bodico in Tomu naroči, naj mu pove, kje skriva modrega ježa. Tom Robotnika z močnim udarcem onesvesti in s Sonicom pohiti v svoj avtomobil. Na poti mu Sonic razloži, kaj se dogaja. Po premisleku se Tom odloči, da bo Sonicu pomagal. Z avtomobilom se napotita v San Francisco, Robotnik pa njuno potovanje ves čas spremlja. Drugi dan potovanja ju napade in Sonic pade v nezavest. Tom in Sonic nazadnje dosežeta San Francisco. Ustavita se pri Tomovi svakinji Rachel (Natasha Rothwell), kjer je na obisku njegova žena Maddie (Tika Sumpter), ki je veterinarka. Slednja pregleda Sonica in ga zbudi iz nezavesti. Tom, Maddie in Sonic se nato odpravijo do piramide Transamerica. S policijsko značko Tomu uspe, da trojica dobi dovoljenje za vstop na streho. Sonic končno dobi nazaj svoje obroče. Ko pa se Tom in Maddie poslovita od Sonica, se pred njimi v letečem vozilu pojavi Robotnik. Takrat se akcija šele začne. Robotnik lovi Sonica, ta pa mu skozi obroče beži v različne kraje po svetu. Na koncu se znajdeta v Green Hillsu. Tom pripravi obroč za Robotnikovim vozilom, Sonic pa v slednjega prileti z vso močjo. S svojim vozilom se Robotnik znajde onkraj portala, na planetu gob.
Po zaključni špici sledi skrit prizor: na hribu nad Green Hillsom se pojavi portal in skozenj stopi Miles „Tails“ Prower. Prizor napove njegovo prisotnost v drugem delu.

## Zasedba

### Angleški izvirnik
Ben Schwartz kot Ježek Sonic
- James Marsden kot Tom Wachowski[5]
- Jim Carrey kot dr. Ivo Robotnik[6]
- Tika Sumpter kot Maddie Wachowski[7]
- Natasha Rothwell kot Rachel[8]
- Colleen Villard kot Miles „Tails“ Prower[9]

### Slovenska sinhronizacija
- Voranc Boh kot Ježek Sonic[10]
- Miha Rodman kot Tom Wachowski[11]
- Goran Hrvaćanin kot dr. Ivo Robotnik[12]
- Ana Maria Mitić kot Maddie Wachowski[13]
- Karin Komljanec kot Rachel[14]
- Teja Bitenc kot Miles „Tails“ Prower[15]

## Produkcija
Film so snemali pod delovnim naslovom Casino Night (Igralniška noč). To je referenca na stopnjo Casino Night Zone (Cona igralniške noči) v videoigri Ježek Sonic 2. Po izidu napovednika maja 2019 je sledilo veliko nezadovoljstvo nad Sonicovim izgledom. Zaradi kritike se je datum izida filma prestavil za tri mesece.